# جورجه موتویی
جورجه موتویی (رومانیایی: George Motoi؛ ‏ ۲۲ ژانویهٔ ۱۹۳۶ – ۴ مارس ۲۰۱۵) بازیگر بود.
از فیلم‌هایی که وی در آن نقش داشته‌است، می‌توان به انفجار، استفن کبیر - واسلویی ۱۴۷۵، گرز سه نشان، گردنبند فیروزه‌ای و رز زرد اشاره کرد.